# Lutte anti-surface

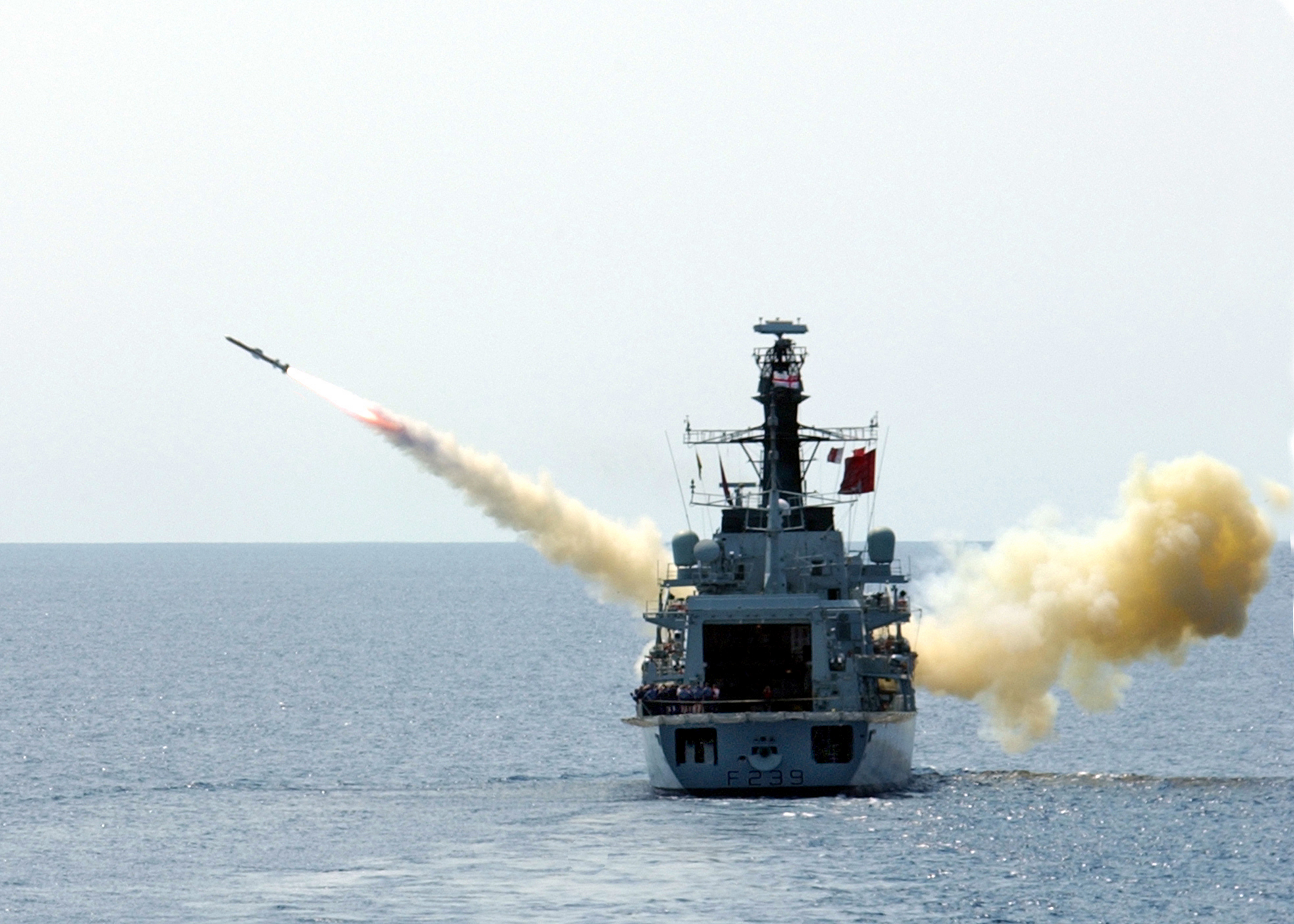
Frégate britannique lançant un missile antinavire AGM-84 lors d'un exercice conjoint américaino-britannique.

La lutte anti-surface ou antinavire (ASuW ou ASUW) désigne l'ensemble des tactiques de combat de la guerre navale menée pour la neutralisation de navires de surface (en). Plus généralement, il s'agit de toute arme, capteur ou opération destinée à attaquer ou à limiter l'efficacité des navires de surface d'un adversaire. Avant l’apparition des sous-marins et de l’aéronautique navale, toute guerre navale consistait en une guerre anti-surface. Le concept distinct de capacité de guerre anti-surface est apparu après la Seconde Guerre mondiale et la littérature sur le sujet en tant que tactique distincte est intrinsèquement dominée par la dynamique de la guerre froide.